# Lethe caumas
Lethe caumas är en fjärilsart som beskrevs av Jean Baptiste Godart 1823. Lethe caumas ingår i släktet Lethe och familjen praktfjärilar. Inga underarter finns listade i Catalogue of Life.